# Kołodno (Ukraina)
Kołodno (ukr. Колодне, Kołodne) – wieś na Ukrainie, w obwodzie tarnopolskim, w rejonie tarnopolskim, w hromadzie Zbaraż. W 2001 roku liczyła 1445 mieszkańców.

## Historia
Miejscowość wzmiankowana po raz pierwszy w 1463 roku.
W drugiej połowie XVI wieku Kołodno było wzmiankowane jako miasteczko, jednak spadło do rangi wsi po najeździe tatarskim z 1579 roku.
W II Rzeczypospolitej podzielone na dwie wsie Kołodno-Lisowszczyzna i Kołodno-Siedlisko. 1 października 1933 r. Kołodno-Lisowszczyzna stało się siedzibą nowo utworzonej gminy wiejskiej Kołodno w powiecie krzemienieckim województwa wołyńskiego. Według stanu z dnia 4 stycznia 1936 Kołodno-Lisowszczyzna i Kołodno-Siedlisko stanowiły odrębne gromady.
Podczas rzezi wołyńskiej w 1943 roku oddziały UPA zabiły w Kołodnie od 320 do 500 Polaków.
Do 2020 w rejonie zbaraskim.

## Zabytki
- pozostałości zamku (umocnienia ziemne) z czasów wojen z Tatarami na wzgórzu Głowa[2].
- XVII-wieczny dwór obronny przebudowany na początku XIX w. przez Świejkowskich na pałac z ogrodem[6][2]. Prawdopodobnie uległ zniszczeniu podczas II wojny światowej, po niej rozebrany. Wykarczowano także 10-hektarowy park[2].
- murowany kościół z końca XVIII w. fundacji Leonarda Marcina Świejkowskiego. Spalony we wrześniu 1943 roku przez UPA, mury wysadzili w powietrze czerwonoarmiści w 1944 roku[2].
- murowana cerkiew św. Mikołaja z 1575 roku, prawdopodobnie fundacji Ostrogskich[2].
- drewniana cerkiew św. Michała z XVII w., przebudowana w 1858 roku[2].